# Осіни (Ленчицький повіт)
Осіни (пол. Osiny) — село в Польщі, у гміні Ґрабув Ленчицького повіту Лодзинського воєводства.
Населення — 25 осіб (2011).
У 1975-1998 роках село належало до Конінського воєводства.

## Демографія
Демографічна структура станом на 31 березня 2011 року:
|          | Загалом | Допрацездатний вік | Працездатний вік | Постпрацездатний вік |
| -------- | ------- | ------------------ | ---------------- | -------------------- |
| Чоловіки | 13      | 1                  | 9                | 3                    |
| Жінки    | 12      | 4                  | 3                | 5                    |
| Разом    | 25      | 5                  | 12               | 8                    |